# Sid Haig
Sid Haig, właśc. Sidney Eddie Mosesian (ur. 14 lipca 1939 we Fresno, zm. 21 września 2019 w Los Angeles) – amerykański aktor charakterystyczny pochodzenia ormiańskiego.

## Życiorys
Urodził się we Fresno w Kalifornii w rodzinie ormiańskiej jako syn Roxy (z domu Mooradian) i Haiga Mosesiana, elektryka. Jego szybki rozwój zakłócał koordynację ruchową, co skłoniło go do wzięcia lekcji tańca. W wieku siedmiu lat pracował jako płatny tancerz w przedstawieniu bożonarodzeniowym dla dzieci, a później dołączył do odrodzonego wodewilu.
Haig był także muzykiem, grającym na perkusji różnorodne style muzyczne, w tym swing, country, jazz, blues i rock and roll. Haig zaczął zarabiać na muzyce i rok po ukończeniu szkoły średniej podpisał kontrakt nagraniowy. Jeszcze jako nastolatek Haig nagrał singiel „Full House” z zespołem T–Birds w 1958, który osiągnął 4. miejsce na listach przebojów. W 1960 ukończył Pasadena Playhouse w Pasadenie‎.
W latach sześćdziesiątych i siedemdziesiątych występował w filmach blaxploitation, w tym w Foxy Brown (1974), Coffy (1973) i Wielki dom lalek (1971). Sławę przyniosły mu role w horrorach Roba Zombie, zwłaszcza kreacja obłąkanego Kapitana Spauldinga w filmach Dom tysiąca trupów (2003) i Bękarty diabła (2005). W roku 2010 otrzymał nagrodę Eyegore, za osiągnięcia artystyczne. Dwa lata później został uhonorowany tytułem „ikony kina grozy” podczas Louisville Fright Night Film Fest. Witryna retrocrush.com uznała kreację Haiga w filmie Bękarty diabła za jeden z najlepszych występów aktorskich w historii kina grozy.
2 listopada 2007 zawarł związek małżeński z Susan L. Oberg.
Na początku września 2019 Haig trafił do szpitala po upadku w swoim domu w Thousand Oaks w Kalifornii. Podczas rekonwalescencji nabawił się zapalenia płuc wywołanego przez kropidlak popielaty po zasysaniu wymiocin we śnie. Zmarł 21 września 2019 w wieku 80 lat.

## Filmografia

### Filmy
- 1967: Zbieg z Alcatraz jako pierwszy strażnik w holu penthouse’u[11]
- 1968: Spider Baby jako Ralph[11]
- 1971: THX 1138 jako NCH[11]
- 1971: Diamenty są wieczne jako pomocnik Slumber Inc.[11]
- 1976: Załoga kapitana Lyncha jako łysy pirat[11]
- 1979: Koła śmierci (TV) jako Maurie[11]
- 1981: Galaktyka grozy jako Quuhod[11]
- 1997: Jackie Brown jako sędzia[11]
- 2004: Kill Bill 2 jako Jay[11]
- 2009: The Haunted World of El Superbeasto jako kapitan Spaulding (głos)[11]
- 2015: Bone Tomahawk jako Buddy[11]

### Seriale
- 1962: Nietykalni jako Augie Kaptur[11]
- 1966: Mission: Impossible jako Hildago[11]
- 1966: Strzały w Dodge City jako Wade Hansen[11]
- 1966: Batman jako aptekarz królewski[11]
- 1967: Mission: Impossible jako Musha / Sperizzi[11]
- 1967: Star Trek: Seria oryginalna jako pierwszy prawodawca
- 1968: Mission: Impossible jako Grigor / Marko[11]
- 1969: Strzały w Dodge City jako Cawkins / Eli Crawford / Buffalo Hunter[11]
- 1969: Mission: Impossible jako major Carlos Martillo / Goujon[11]
- 1970: Mannix jako Harry Kellaway[11]
- 1970: Mission: Impossible jako agent[11]
- 1978: Aniołki Charliego jako Reza[11]
- 1978–1979: Jazon z gwiezdnego patrolu jako Dragos[11]
- 1982: Diukowie Hazzardu jako Slocum[11]
- 1983: Drużyna A jako Sonny Jenko[11]
- 1985: MacGyver jako Khan[11]
- 1985: Niesamowite historie jako bandyta[11]
- 1986: MacGyver jako Khalil[11]